# Diffuse axonale beschadiging
Diffuse axonale beschadiging (Engels: diffuse axonal injury, DAI) is een type hersenbeschadiging. Deze hersenbeschadiging wordt veroorzaakt door inertiële krachten (versnellings-, vertragingskrachten) zoals ze zich bijvoorbeeld bij whiplash of bij het dooreenschudden van een baby (shakenbabysyndroom, SBS) voordoen.

## Mechanisme
Een axon is de enige (meestal lange) uitloper van een cel die het zenuwsignaal transporteert van de ene zenuwcel naar een andere, naar een spiercel of naar een kliercel. Is deze uitloper beschadigd of vernietigd dan kan een zenuwsignaal niet meer doorgegeven worden naar een andere cel. Verlamming, gevoelsstoornissen enzovoorts zijn het gevolg indien er groepen van cellen beschadigd werden.
In het voorwetenschappelijk denken stelt men het zich zo voor dat er een ongeval is dat onmiddellijk schade veroorzaakt. Het kan inderdaad dat axonen onmiddellijk scheuren maar meestal is deze beschadiging geen abrupte gebeurtenis maar een evoluerende gebeurtenis, een proces. Het axon wordt meestal door rekking beschadigd, het cytoskelet (de "ruggengraat" ervan) wordt vervormd en het axon gaat op een of meerdere plaatsen zwellen en de doorlaatbaarheid van het membraan wijzigt zich zodat stoffen in toxische (giftige) hoeveelheden kunnen binnentreden. Het axon kan herstellen maar kan ook uiteindelijk aan de beschadiging ten onder gaan. Het ondergaat dan "wallerse degeneratie", het lost zich als het ware op in zijn omgeving, zeer ruwweg vergelijkbaar met het oplossen van suiker in koffie.
DAI doet zich, in tegenstelling met andere traumatische hersenletsels, voor zonder dat het hoofd iets raakt of door iets geraakt wordt. Bovendien tendeert DAI, met de klassieke visualiserende radiografieën, zich "slechts" te tonen in de witte hersenstof, niet in de grijze hersenschors (cortex). Dit is in tegenstelling tot hersenletsels die door stootkrachten veroorzaakt zijn (zoals bijvoorbeeld een slag op het hoofd) die primair grijzestofletsels veroorzaken (en eventueel de er onmiddellijk aan aansluitend aanliggende witte stof).

### Diffuse schade
De term diffuus (verspreid) wijst erop dat deze letsels zich verspreid in de hersenen voordoen, in tegenstelling tot focaal, dat wijst op eerder een beschadiging op de plaats waar het trauma (bijvoorbeeld de slag) zich voordeed (coup) of/en op de plaats aan de overzijde van de hersenen van de plaats van het trauma in de richting van de kracht van het trauma (contrecoup). De beschadiging doet zich hier dus voor op plaatsen die direct inzichtelijk verband houden met de plaats waar het ongeval zich voordeed. Bovendien betreft het per deel van het trauma één, hoogstens twee plaatsen in tegenstelling met het diffuus, verspreide karakter van DAI (tenzij het hoofd op meerdere plaatsen geraakt werd zodat meerdere coups en contrecoups dan mogelijk zijn). Moeilijk is hierbij evenwel dat bij heel wat ongevallen beide soorten beschadiging tegelijk voorkomen wat mede oorzaak was van de late ontdekking van het onderscheid.
Diffuus betekent evenwel niet dat er geen zekere voorkeur zou zijn voor bepaalde plaatsen. Zo zal bijvoorbeeld bij meestal zeer zware DAI de hersenstam ook beschadigd zijn.

## Beeldvorming
Op een CT-scan zal men meestal geen afwijkingen zien. Op MRI-beelden is de kans groter om afwijkingen te zien. Omwille van praktische redenen zal men evenwel na een ongeval meestal een CT-scan uitvoeren en pas (veel) later, indien klachten aanhouden of indien één of meerdere nieuwe ernstige neurologische klachten verschijnen, overgaan tot een uitvoeren van een MRI. Komen er MRI-letsels voor bij een voorheen gezond mens dan is het vrijwel zeker dat de vastgestelde letsels door het ongeval veroorzaakt werden indien er voor deze letsels geen andere verklaring is. Het valt regelmatig voor dat er DAI is terwijl noch CT, noch MRI dergelijke hersenbeschadigingen kunnen detecteren.

## Symptomen
Er zijn bij DAI één of meerdere klachten van een ganse reeks mogelijk. Zo zijn veel voorkomende klachten hoofdpijn, nekpijn en vermoeidheid maar ook een ganse reeks andere klachten kunnen voorkomen zoals evenwichtsstoornissen, fotofobie, tinnitus (oorsuizen), braakneigingen, braken, dubbelzien of wazig zien, enz. Deze klachten kunnen zich onmiddellijk of vrij kort na het ongeval voordoen maar er kunnen ook uren, dagen, weken, maanden nadien klachten bij komen of verdwijnen.
De prognose wordt ongunstiger indien er meer dan één symptoom is en naarmate er meer tijd verstrijkt zonder herstel na het ongeval.
In de meeste gevallen zullen de symptomen en klachten na enkele maanden verdwenen zijn. Er is evenwel een niet onbelangrijk percentage waarbij de klachten langer aanhouden en er is een klein percentage waarbij de symptomen en klachten blijvend zijn.
De schade veroorzaakt door DAI kan in elke graad van ernst zich voordoen: minieme (zeer) tijdelijke schade, zware blijvende invaliditeit, fatale afloop.

## Terminologie
Tegenwoordig schrijft men soms diffuse traumatische axonale beschadiging omdat beschadiging aan axonen zich ook bijvoorbeeld voordoet bij multiple sclerose. Toch werd en wordt de term nog steeds gebruikt in zijn originele engere betekenis (schade aan het axon door trauma).
Voor DAI worden er verschillende Engelse termen gebruikt die ongeveer dezelfde inhoud hebben en dus dikwijls als synoniem gebruikt worden ook al zijn sommige bepalingen ervan niet altijd volgens alle auteurs volledig overlappend. Enkele synoniemen zijn:
- postconcussion syndrome
- head trauma
- closed head trauma
- (mild) traumatic brain injury
- mild head injury
- diffuse brain injury